# Christuskirche (Schlangenbad)

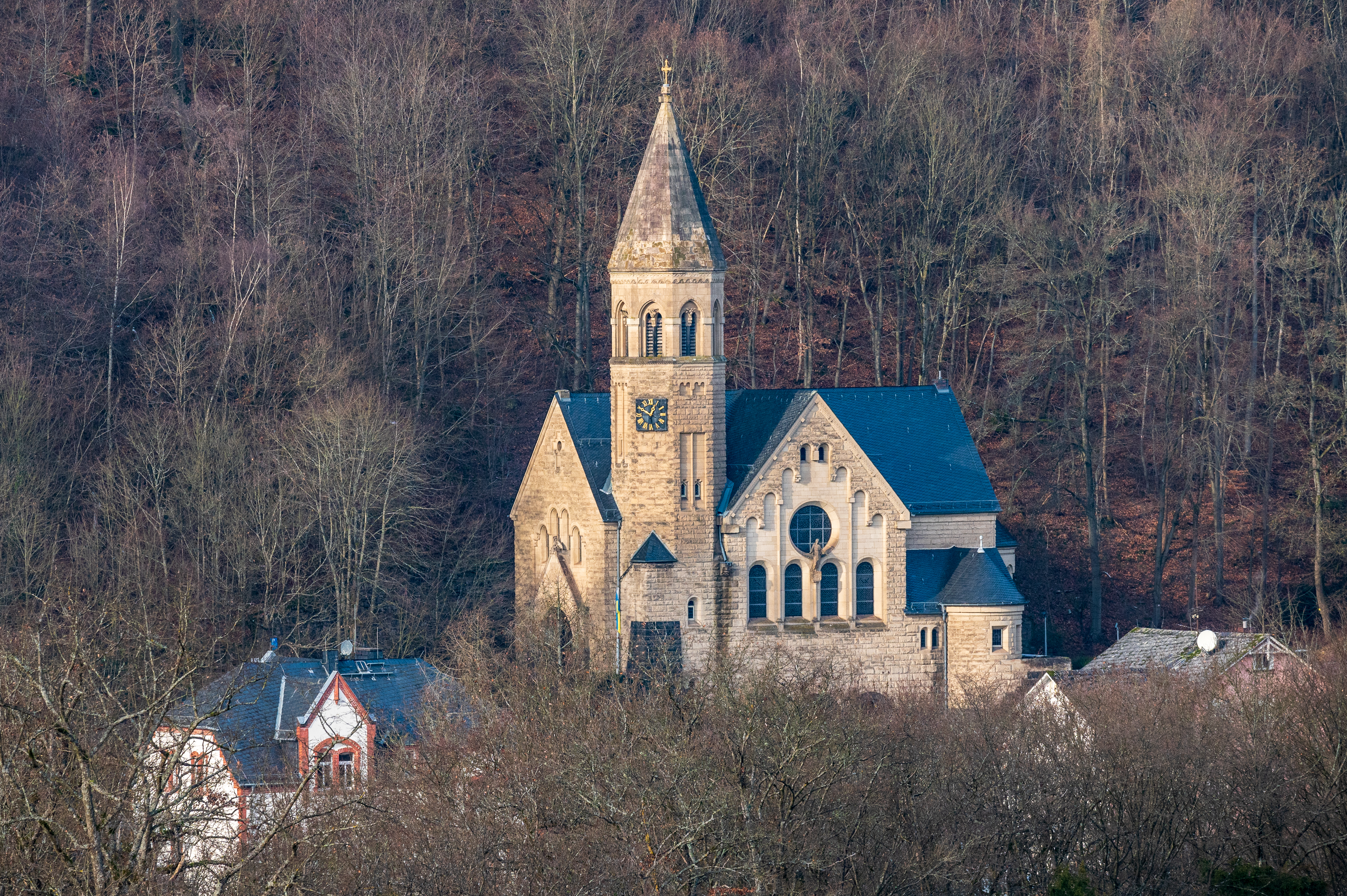
Christuskirche Schlangenbad im Januar 2023

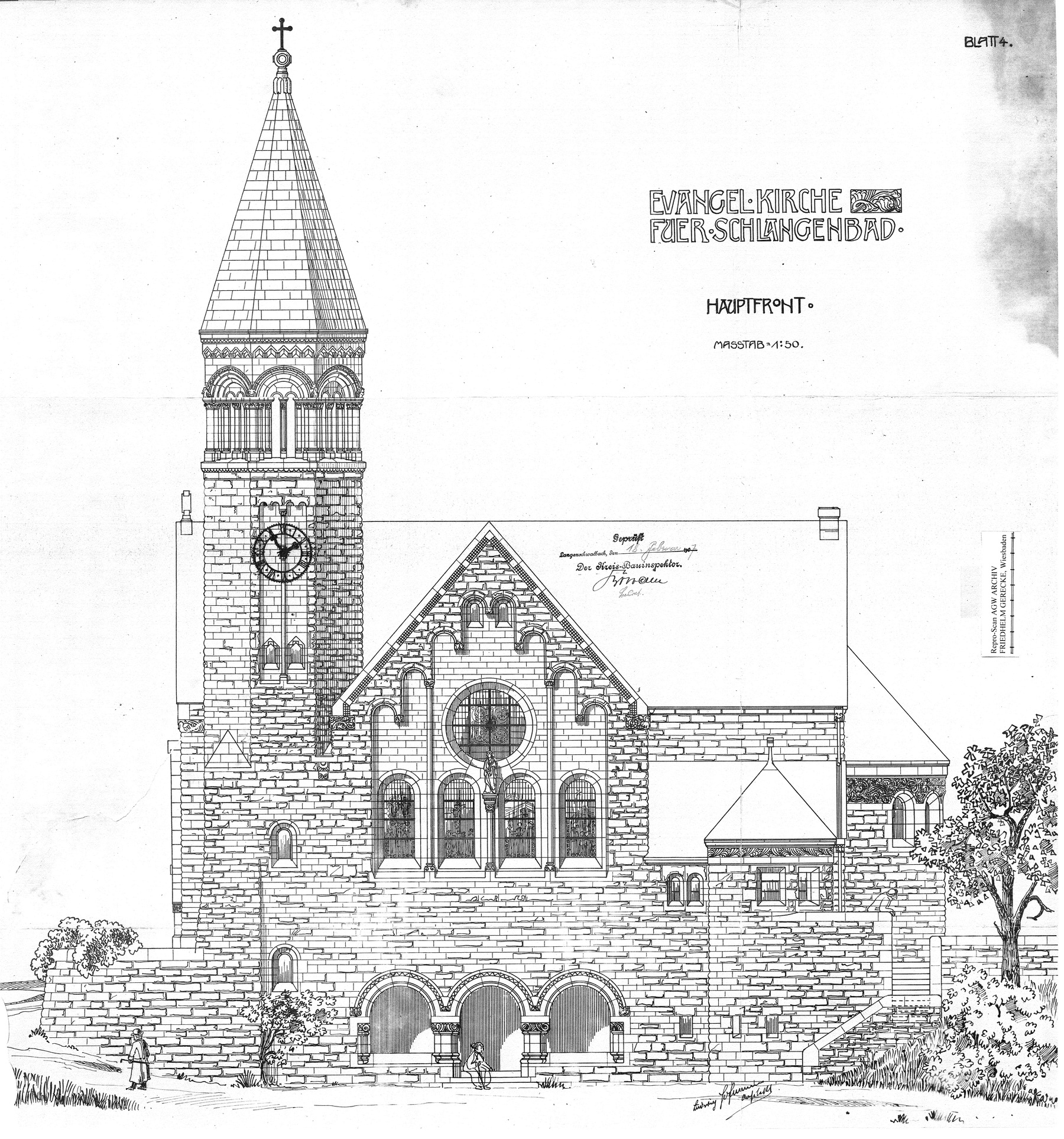
Abb. 1: Hauptfront der Christuskirche in Schlangenbad (Zeichnung des Architekten)

Die evangelische Christuskirche in Schlangenbad ist ein Hauptwerk des Architekten Ludwig Hofmann (1862–1933).

## Vorbereitung des Baus
Der Bau der Christuskirche in Schlangenbad fällt in die Zeit der zahlungskräftigen Kurgäste vor dem Ersten Weltkrieg. Bauleiter des Projekts war Hofmanns bewährter Techniker Theodor Lenz, der auch 1912 Pfarrer Höfer zum Wettbewerbsverfahren für die Ausmalung der Kirche beriet.
Wie bei jedem Projekt legte Hofmann auch zum Schlangenbader Kirchenneubau mehrere Entwurfsvarianten vor. Der 1904 von Regierungs- und Baurat Richard Saran bei der Bezirksregierung in Wiesbaden und von Oskar Hossfeld beim preußischen Ministerium der öffentlichen Arbeiten in Berlin geprüfte und 1907 in Langenschwalbach genehmigte Entwurf wurde ausgeführt.

## Umgebung
Die Lage und Ausrichtung des Gebäudes wird von den problematischen Bedingungen des rechteckigen Bauplatzes im steil abfallenden Osthang zwischen der Straße nach Bad Schwalbach und dem bergseits bestehenden Wald (mit einem durchlaufenden öffentlichen Weg) bestimmt. Die Kirche muss sich an den Berg schmiegen, d. h., die Längsachse konnte nur in Nord-Süd-Richtung verlaufen. Den Grundstückszugang plante Hofmann anfangs direkt von der Straße aus und, wegen des großen Geländeunterschieds zwischen Straße und Kirchenschiff, mit einer dreiläufigen Treppenanlage. Der steile und beschwerliche Aufgang scheint unbefriedigend gewesen zu sein, denn die weitere Planentwicklung beinhaltet nur noch den Zugang vom Süden her, der so auch ausgeführt wurde. Schauseite blieb aber die straßenseitige Hangfassade der Kirche. Sie liegt frei und ist von Weitem sichtbar. Hofmann gestaltet sie reich aus und bezeichnet sie auch als die Hauptfront.

## Baubeschreibung
Die Längsachse der Kirche ist im Prinzip eine Symmetrieachse. Der Grundriss (Abb. 5) zeigt ein Schiff mit quadratischem Mittelraum und einer rechteckigen Erweiterung an der Nordseite, diese wiederum mit einer 2,50 m tiefen Konche. Die Rechteckfläche wird von Hofmann teils als Schiffverlängerung und teils – in Verbindung mit der Konche – als Altarraum (um 3 Stufen erhöht) definiert. Im Süden steht der Vorbau des Haupteinganges mit Windfang und dem von außen zugänglichen Treppenaufgang zur Orgelempore. Die Querschiffe erweitern den quadratischen Mittelraum um 2,00 m. Liegt der öffentliche „Wegaufgang“ im Plansatz von 1904 noch außerhalb (westlich) der Kirche, so ist er später in die überbaute Durchfahrt zwischen dem westlichen Querschiff und dem Berghang gelegt. Diese offene Durchfahrt dient auch als Schutz gegen die Hangfeuchtigkeit und der Überbau (mit Orgelempore) als Stabilisierung des Gebäudes im Hang Seitlich des Schiffrechtecks (und in gleicher Tiefe des Querschiffs) liegt bergseits ein Nebeneingang mit Toilette und hangseits die Sakristei mit eigenem Zugang und vorgelagerter Terrasse. In der Emporenebene sind über dem Eingangsvorbau Bänke mit 45 Sitzplätzen eingebaut. Die Bankreihen sind so gestaffelt, dass von jedem Sitzplatz aus Kanzel und Altar gut zu sehen sind (Abb. 6). Im Anbau über der Durchfahrt des öffentlichen Weges (und im Travée des quadratischen Mittelraumes und der Querschiffe) liegt die Orgelempore.
Unter dem östlichen Querschiff (in der Hauptfront) liegt eine repräsentative Halle mit Zugang zum Turmaufgang und zum Heizungsraum (unter der Sakristei; Abb. 1). Der Turmaufgang mit einer zweiflügeligen Türe ist der zweite Eingang zur Kirche; er dient gleichzeitig auch als vorgeschriebener zweiter Rettungsweg. Im Winkel zwischen Haupteingang und östlichem Querschiff steht der wuchtige achteckige Turm. Als Eckturm ist er ein Kontrapunkt sowohl in der Hauptfront, als auch in der Westfassade mit dem Haupteingang. Er markiert den Abschluss der Kirche zum Tal. Sein rundes Treppenhaus im Innern verbindet den unteren, zweiten Eingang mit allen darüber liegenden Ebenen bis zum Glockengeschoss. Zur äußeren Gestaltung der Kirche sagt Hofmann:

„Im Unterbau wurde die Kirche aus Bruchsteinen, im Oberbau aus Ziegeln hergestellt und die Außenseiten der Mauerflächen mit Werksteinquadern – im Sockelgiebel aus Basaltlava, im Aufgehenden mit rheinischem Tuff – verblendet. Diese Werksteinverblendungen haben unregelmäßige Schichtenhöhen und rauhe Außenflächen; hierdurch wird der monumentale Charakter nicht unwesentlich gesteigert. Mit Ausnahme einiger in Basaltlava hergestellter Glieder wurden alle Architekturteile in jenem rheinischen Tuff hergestellt, aus welchem auch der massive Turmhelm bis zum Knaufabschluß gebildet ist.“

Der Querhausgiebel der Hauptfront ist über der Halle reich gestaltet: In gestaffelten Blendarkaden stehen die 4 Fenster, im Giebeldreieck darüber ein Rundfenster; die ca. 1,50 m hohe Christusfigur steht auf dem Kapitell (mit Schmetterlingsrelief) einer Halbsäule (Abb. 8), und zwar vor der Fassade; ein Ornamentfries schließt den Dreiecksgiebel ab. Die Durchdringung des Längsschiffs mit dem Querschiff hatte an der Hauptfront, d. h. an der Ostseite die Entstehung eines Giebelmotives zur Folge, welches hier fast als unentbehrlich gelten musste. Dieser Ostgiebel kann in Verbindung mit dem flankierenden Turm als das architektonische Hauptmotiv der ganzen Bauanlage bezeichnet werden, welches sich von Südosten (Abb. 9) gesehen mit dem südlichen Portalgiebel und nach Nordosten zu mit dem Sakristeiausbau und mit der nördlichen Chorapside zu einer gefälligen Gesamtgruppe von monumentaler Wirkung vereinigt.
Dieses Architekturbild hat durch die Anordnung einer offenen Halle im Untergeschoss des Ostgiebels eine nicht unwesentliche Steigerung erfahren. Hofmann plante die Halle im Untergeschoss als Arkadengang mit drei runden Bögen mit Bogenfries, die auf wuchtigen Pfeilern mit Basis und angedeuteten frühionischen Kapitellen liegen. In seiner Zeichnung war nur die mittlere, 3,00 m hohe Öffnung mit Differenzstufen als Durchgang vorgesehen. Ausgeführt wurden aber drei gleiche, nur 2,50 m niedrige Öffnungen, deren Bögen auf angedeuteten Kapitellen, bestehend aus zwei Platten (Abb. 10), aufliegen, was sich nachteilig auf die Proportionen der Hauptfront auswirkt. Eine weitere Hauptfassade ist die Giebelfassade des Zugangs mit Vorhalle, seitlichem Aufgang zur Orgelempore und Hauptportal. Der große romanische Bogen des Zugangs mit darüber stehendem Ziergiebel wird von Blendpfeilern getragen. In Hofmanns Plan ist im Ziergiebel eine Engelfigur als Flachrelief angedeutet. Ausgeführt wurden auf der linken Seite (auf der Seite des Grundsteins) die Darstellung Austreibung aus dem Paradies (Abb. 11), rechts (als Pendant) die Rückkehr des verlorenen Sohnes (Abb. 12), und im Giebel der gute Hirte (Abb. 13). Steinmetz war Max Bachmann aus Wiesbaden. Bekrönt wird der Giebel mit dem Pelikan. In dem Girlandenband über dem Zugang eingewoben sind die Abbildungen eines Frucht pickenden Wiedehopfs (Abb. 14), einer Schnecke, einer Schlange, einer Taube, einer Eule, der Kopf eines Kindes und eines alten Mannes. Die Fassade des Hauptgiebels ist – wie auch die der östlichen Hauptfront – mit gestaffelten Scheinarkaden und Fenstern gegliedert. Auf der Bergseite liegt die überbaute öffentliche Durchfahrt; die Hangseite schließt der achteckige, 35 m hohe Turm ab. Er hat insgesamt 6 Ebenen: Die untere Eingangsebene der Kirche, das Hauptgeschoss, die Emporenebene, ein Zwischengeschoss, in der fünften steht das Uhrwerk und die Glocken hängen in der sechsten Ebene. Auf der Höhe des Uhrengeschosses wird die Fassade mit romanischen Scheinarkaden geschmückt. Die Außenwände des Glockengeschosses sind auf 8 Eckpfeiler reduziert; dazwischen stehen je zwei gekuppelten Fenster mit romanischen Überfangbögen. Auf den Kapitellen der Mittelsäulen sitzen Tierfiguren. Abschluss des Turmschaftes ist ein Gesims mit Rundbogen- und Zickzackfries. Der achteckige Helm ist massiv gemauert und wird von einem Abschlussstein, in dem das Eisenkreuz (Höhe 1,11 m) mit Ring steckt, gekrönt. Das Sichtmauerwerk des Helms ist gleichzeitig die Dachhaut.
Die übrigen Dachflächen der Kirche sind altdeutsch in Schiefer eingedeckt. Das aufgehende Mauerwerk der Kirche besteht aus der äußeren Werksteinverblendung und einer Hintermauerung mit Ziegelsteinen. Die Innenflächen sind verputzt. Die Kellerdecke wurde als Betondecke mit I-Trägern ausgeführt. Die Gewölbe über dem Mittelquadrat und dem Rechteck des Schiffs sind als Kreuzgewölbe (mit Graten) und in den Querschiffen und der Südempore als Tonnengewölbe ausgeführt. Pfeiler mit Halbsäulenvorlagen und Würfelkapitellen (mit Akanthus- und Tierfiguren) tragen die Gurtbögen und die Gewölbe (Abb. 15) Die Radien der Gurtbögen und Tonnen entsprechen jeweils der Hälfte der Öffnungsbreite; ihr Mittelpunkt liegt auf der Höhe der Oberkante der Kapitelle. Die Innenausstattung der Kirche mit Altar, Kanzel, Orgelempore, den Bänken, dem Bodenbelag, dem Radleuchter, den farbigen Chorfenstern (Abb. 16) und den anderen bleiverglasten Fenstern sind noch ursprünglich erhalten. Der Orgelprospekt wurde leider – vermutlich beim Einbau des neuen Werkes – zu seinem Nachteil verändert: Die Seitenteile des Bogens wurden gekappt (Abb. 17).
Die massive Ausführung von Kanzel in Zylinderform und Altar aus Sandstein und ihre Gestaltung sind bereits in Hofmanns Plansatz M 1:50 aus dem Jahre 1906 dargestellt. Altar und Kanzel (Abb. 18 und 19) sind massiv in grauem Sandstein ausgeführt und zu dem einfachen würdigen Innenraum in monumentaler Weise zusammengestimmt. In gleichem Sinne wurde das Orgelgehäuse architektonisch ausgebildet. Die Glasmalereien der Chorfenster stellte W. Franke (Naumburg a. d. S.) her. Der Taufstein aus neuer Zeit ist eine romanisierende Ergänzung des Architekten Wilfrid Franzen (Wiesbaden).
Die Ausmalung wurde erst vier Jahre nach der Einweihung der Kirche in Angriff genommen. Bauführer Theodor Lenz stellte in seinem Brief vom 20. Januar 1912 an Pfarrer Höfer die Bedingungen zur Durchführung eines Wettbewerbs zusammen, einschließlich der Empfehlung, Hofmann als Erbauer der Kirche in das Preisgericht zu berufen. Der Hauptsponsor des Kirchenbaues war Freiherr von Krauskopf (sein Ehrenplatz wird heute noch mit dem Messingschild vom 16. August 1908 markiert), spendete nochmals 3.000 Mark für die Ausmalung der Kirche. Er schlug die Beteiligung des Architekten Georg Heinsius von Mayenburg und des Malers Haussmann (beide aus Dresden) vor. Haussmann führte dann auch 1913 die Ausmalung unter der Leitung von Hofmann durch.
Im unteren Bereich der Wandflächen ist umlaufend ein ca. 3,00 m hoher Sockel in einem Türkiston angelegt. Senkrechte dunkle Streifen im Abstand von 1,00 m unterbrechen die Sockelflächen; ebenso sind Fenster- und Durchgangsöffnungen mit einem Streifen markiert. Ein Fries mit goldenem Kreuzornament schließt die Sockelfläche oben ab. Oberhalb des Sockels dominieren florale Muster. Die Gewölbetonnen sind mit Brokatmalerei dekoriert. Die Unterseiten der Gurtbögen zieren braun-rote Flammen- (oder Ast-?) Ornamente, gerahmt in grauem, rotem, schwarzen und goldenem Dekor mit blau-roten Akanthusblättern (Abb. 20).
Die Grate der Deckengewölbe werden mit schmalen grau-blauen und ockerfarbigen Blatt-, Streifen und Bogenornamenten betont. Der Radleuchter hängt in einer Rosette mit Strahlenkranz in der Kuppel des Mittelquadrats (Abb. 21). Der graue Sockel des Triumphbogens schließt mit einem hohen Zickzackfries ab. In der Bogenfläche darüber ist der auferstandene Christus im Himmel, umrahmt von Engeln, dargestellt. Zwei Erzengel überreichen einen Palmzweig und die Krone. Die gesamte Bogenfläche ist mit goldfarbenem Mosaik unterlegt. In der Kalotte dahinter das blaue Himmelszelt mit Sterndekor, am unteren Rand fünf Fenster mit Glasmalerei und türkisfarbenen Laibungen. Seitlich der Fenster ein hoher Fries mit Blüten-, Dornen- und Akanthusdekor im farblichen Übergang vom Blau des Himmels zum Ocker der Erde (des Sockels). Über den Fenstern liegen türkisfarbene Girlanden, die – Lisenen gleich – bis zum Boden hängen (Abb. 22). Die Emporenbrüstung über dem Ausgang ziert eine türkisfarbene Akanthusfläche. Darin eingelassen ist ein Spruchband mit dem Text Der Herr behüte Deinen Ausgang und Eingang. Den Bogen zur Südempore ziert ein Schlangenmotiv mit Blattornamenten. Die Emporenwände haben türkisfarbene Sockel in Türhöhe, einen Abschlussfries und zwei Streifen dreiteilen die Tonnenuntersicht. Auch die Säulenringe, die Kapitelle, der Altar und die Kanzel sind in zart angedeuteten Blau-, Türkis- und Goldfarben verziert. Das naturfarbene Holz der Türen, Bänke, Brüstung und des Orgelprospekts steht in warmem Kontrast zu den türkisfarbenen Wandflächen.
Sakristeiwände und -decke sind mit rot-braunem Holz vertäfelt. In die Wand mit Rahmen eingelassen ist auch das von Hofmann gestiftete Bild von Karl Bantzer: Abendmahl in einer hessischen Dorfkirche.
Der Baustil der Christuskirche lässt sich mit keinem gängigen Stilbegriff treffend beschreiben und die Kirche ist auch in Hofmanns Schaffen einmalig. Er selbst sagt zum Baustil folgendes: Die Architektur der Kirche bewegt sich in romanischen Formen, deren freie Behandlung stellenweise von der strengen traditionellen Überlieferung abweicht. Durch die Wahl dieser Formen in Gemeinschaft mit der bereits erwähnten technischen Ausführungsweise ist ein Architekturbild von eigenartiger Erscheinung erstanden, welches einen wohltuenden Gegensatz zu der in hochgotischem Stil erbauten und mit spitzem beschieferten Helm versehenen nahen katholischen Kirche bildet, und welches durch das Grün des umgebenden Waldes vorteilhaft umrahmt und belebt wird.
Stilistisch sollte also die Christuskirche ein Gegenstück zur 1895 erbauten neogotischen katholischen Kirche sein. Ihr äußeres Bild wird von der Romanik, der Innenraum vom Jugendstil und dem Rundbogen bestimmt. Die Form des monumental, in Sandstein gemauerten Tischaltars (zwei 8-eckige Säulen mit Kapitell tragen die schwerer Platte) findet ihr Gegenstück in der, ebenfalls in Sandstein ausgeführten Kanzel in Zylinderform. Die massiven hölzernen Eingangstüren erinnern an ein Burgtor: Sie sind mit schweren schmiedeeisernen Bändern, Schlössern (der Drücker in Form einer Schlange!), Riegel, Tretblechen (mit gewellter Oberkante) und geschmiedeten Nägeln beschlagen. In den wuchtigen Türsturz ist das Wort Gott allein die Ehre gemeißelt. Die Brokatmalerei im Schiff erinnert an die Ausmalung der Wiesbadener Lutherkirche (von Rudolf und Otto Linnemann, Frankfurt a. M. 1910, Architekt: Friedrich Pützer).
Konnte die Abgabe der Glocken zum Ersten Weltkrieg noch durch eine Kostengegenüberstellung Hofmanns verhindert werden, so mussten im Zweiten Weltkrieg die größte und die kleinste Glocke im Turm zertrümmert und das Metall abgeliefert werden. Am 28. August 1952 beschloss der Kirchenvorstand ihre Neuanschaffung. Am 12. Dezember 1952 wurden zwei neue Bronzeglocken bei Rincker gegossen, die Ortspfarrer und Dekan Julius Knodt am 25. Dezember 1952 (am ersten Weihnachtsfeiertag) weihte. Zum Kirchenjubiläum am 16. bis 17. August 1958 wurden das Turminnere, das Hauptportal und die Turmuhr mit Zifferblatt erneuert und neue Außenleuchten installiert.
Dank seiner robusten Bausubstanz und der behutsamen Renovierungen sind das Gotteshaus und seine Ausmalung gut und original über 100 Jahre erhalten geblieben. Vielleicht ist dieser Glücksfall auch einer Reverenz ihres Pfarrers Julius Knodt an seinen Onkel Ludwig zu verdanken. Doch es droht Ungemach: Nässeflecken am Gewölbe (mit Schäden am Putz und an der Malerei) und im Boden deuten auf länger anhaltende Vernachlässigungen; der Turmeingang wird als Streusalzlager, Abstellraum und Stellplatz für die lange Leiter genutzt. Stilwidrige Einrichtungsgegenstände (Lesepulte aus modischem Vierkantstahl, Kerzenständer, Liedtafeln, Schirmständer) und der beschädigte Orgelprospekt stören den sonst so homogen gestalteten Kirchenraum.
Das Gebäude bedarf kontinuierlicher Fürsorge, wozu die Berufung eines ehrenamtlichen, aber engagierten Kirchmeisters (oder einer Kirchmeisterin) angebracht wäre. Der von Schlossermeister Marx aus Schlangenbad kunstvoll geschmiedete Schlüssel zum Haupteingang wird fürsorglich im Pfarrhaus aufbewahrt.

## Orgel
Ende der 1960er Jahre stellte man irreparable Mängel an der Link-Orgel von 1908 fest. Nach einer Disposition von Kantor Johannes Krüger (Wiesbaden-Schierstein) und Orgelbaumeister Manfred Nicolaus baute die Fa. Förster & Nicolaus im Jahr 1969 ein neues Werk (18 Register, zwei Manuale und Pedal) in das alte Gehäuse. Vermutlich wurden dabei die Seitenteile des Mittelbogens abgesägt, was den Proportionen des Prospekts abträglich ist. Zur Verhinderung größerer Temperaturschwankungen (und damit auch Stimmungsschwankungen) erhielt die Orgel an der Gebäudeaußenwand einen Heizkörper.
| I Hauptwerk C–g3 |                |     |
| 6.               | Quintade       | 16′ |
| 7.               | Prinzipal      | 8′  |
| 8.               | Rohrflöte      | 8′  |
| 9.               | Oktave         | 4′  |
| 10.              | Blockflöte     | 4′  |
| 11.              | Sesquialter II |     |
| 12.              | Flachflöte     | 2′  |
| 13.              | Mixtur IV–V    |     |
| 14.              | Tremulant      |     |

| II Positiv C–g3 |                |       |
| 15.             | Holzgedackt    | 8′    |
| 16.             | Gemshorn       | 4′    |
| 17.             | Prinzipal      | 2′    |
| 18.             | Quinte         | 1 ⁄3′ |
| 19.             | Scharff III-IV |       |
| 20.             | Salicional     | 8′    |
| 21.             | Rohrschalmey   | 8′    |
| 22.             | Tremulant      |       |

| Pedal C–f1 |                  |     |
| 1.         | Untersatz        | 16′ |
| 2.         | Prinzipal        | 8′  |
| 3.         | Hohlflöte        | 4′  |
| 4.         | Rauschpfeife III |     |
| 5.         | Fagott           | 16′ |

- Koppeln: II/I, I/P, II/P
- keine Spielhilfen

Das Positiv wurde 1990 um zwei Stimmen erweitert.

## Abbildungen

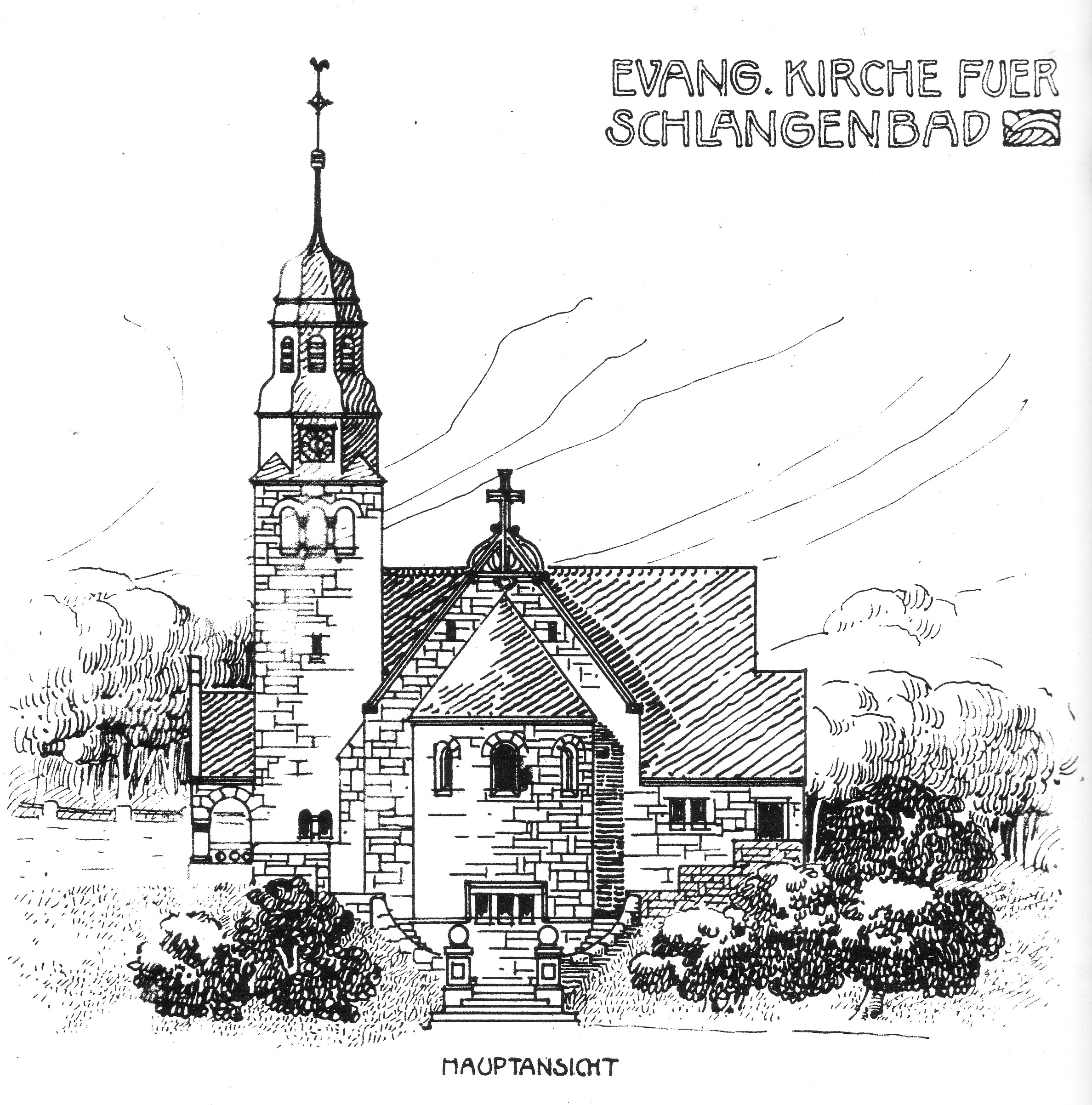
Abb. 2: Östliche Hauptfront M 1:200
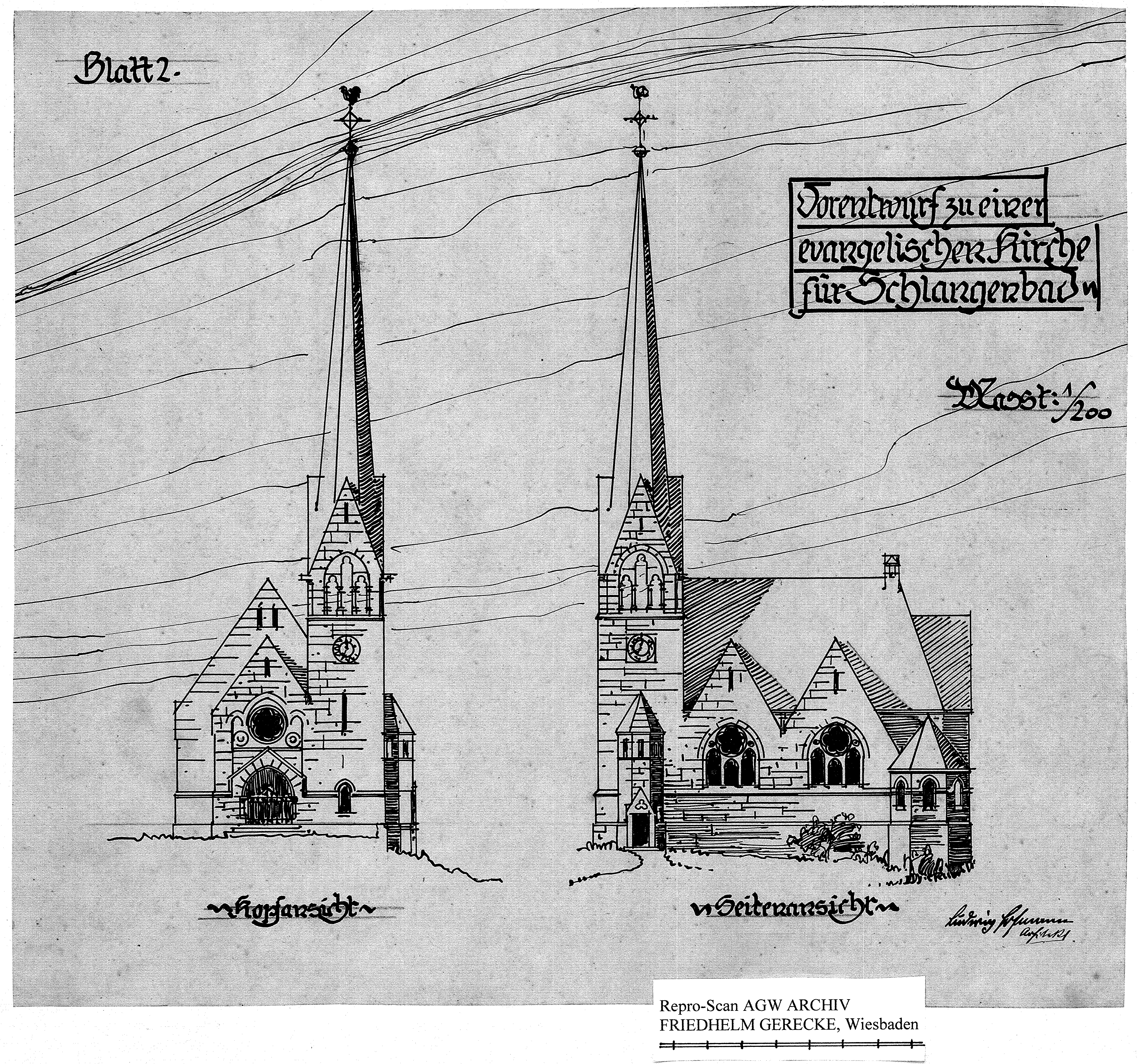
Abb. 3: Süd- und Ostansicht M 1:200
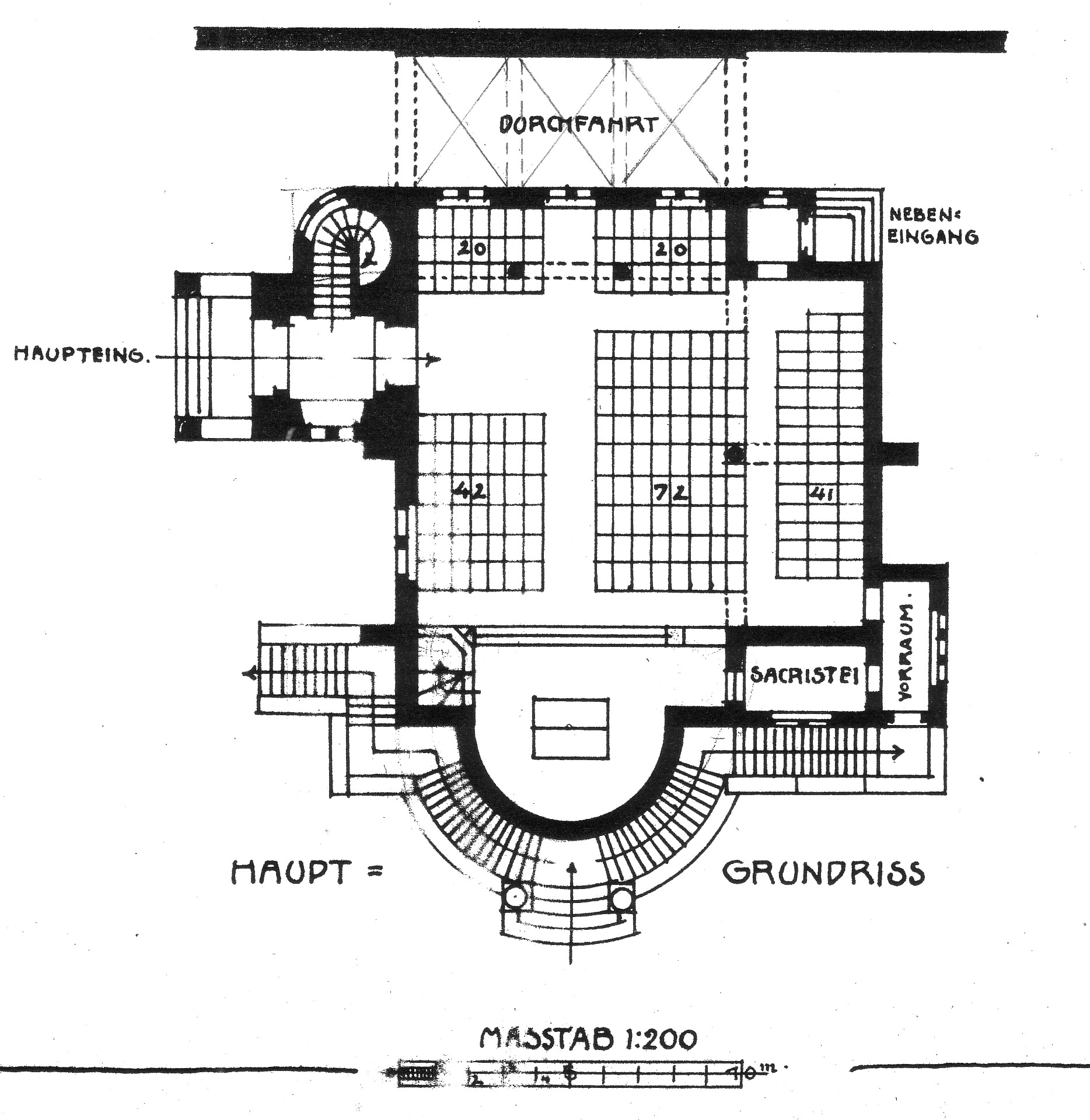
Abb. 4: Hauptgrundriss M 1:200
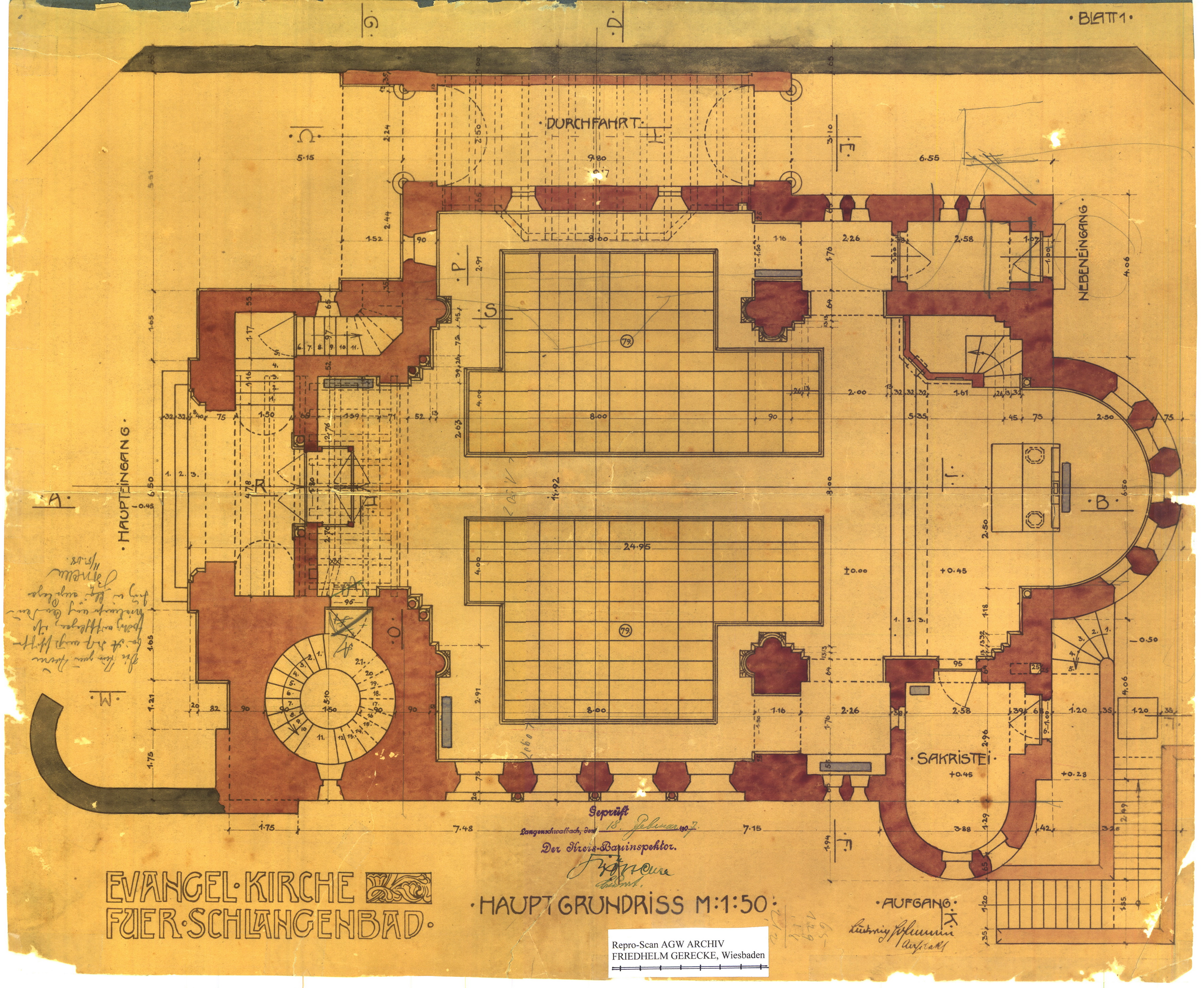
Abb. 5: Hauptgrundriss M 1:50, Genehmigungsplan
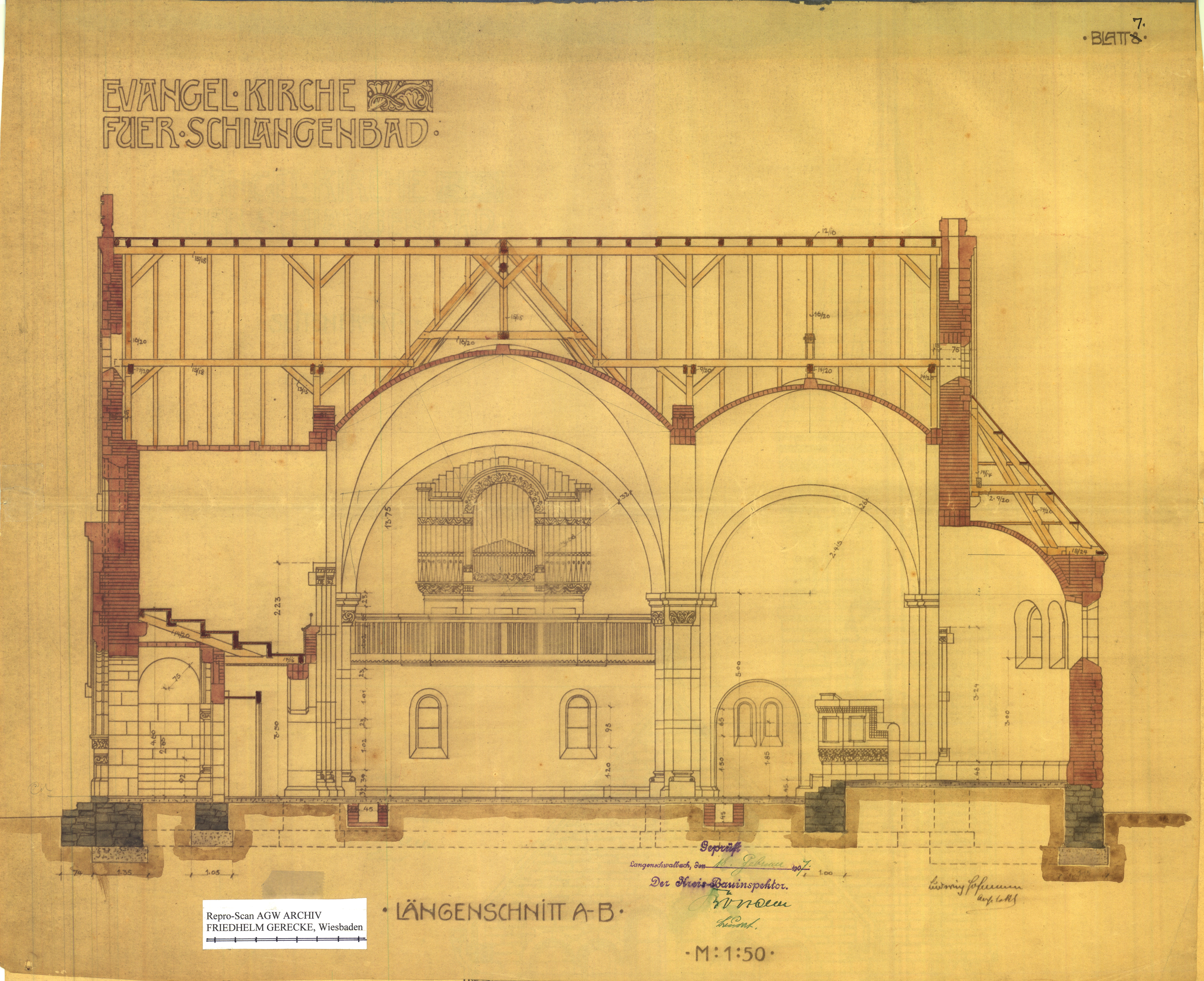
Abb. 6: Längsschnitt M 1:50, Genehmigungsplan
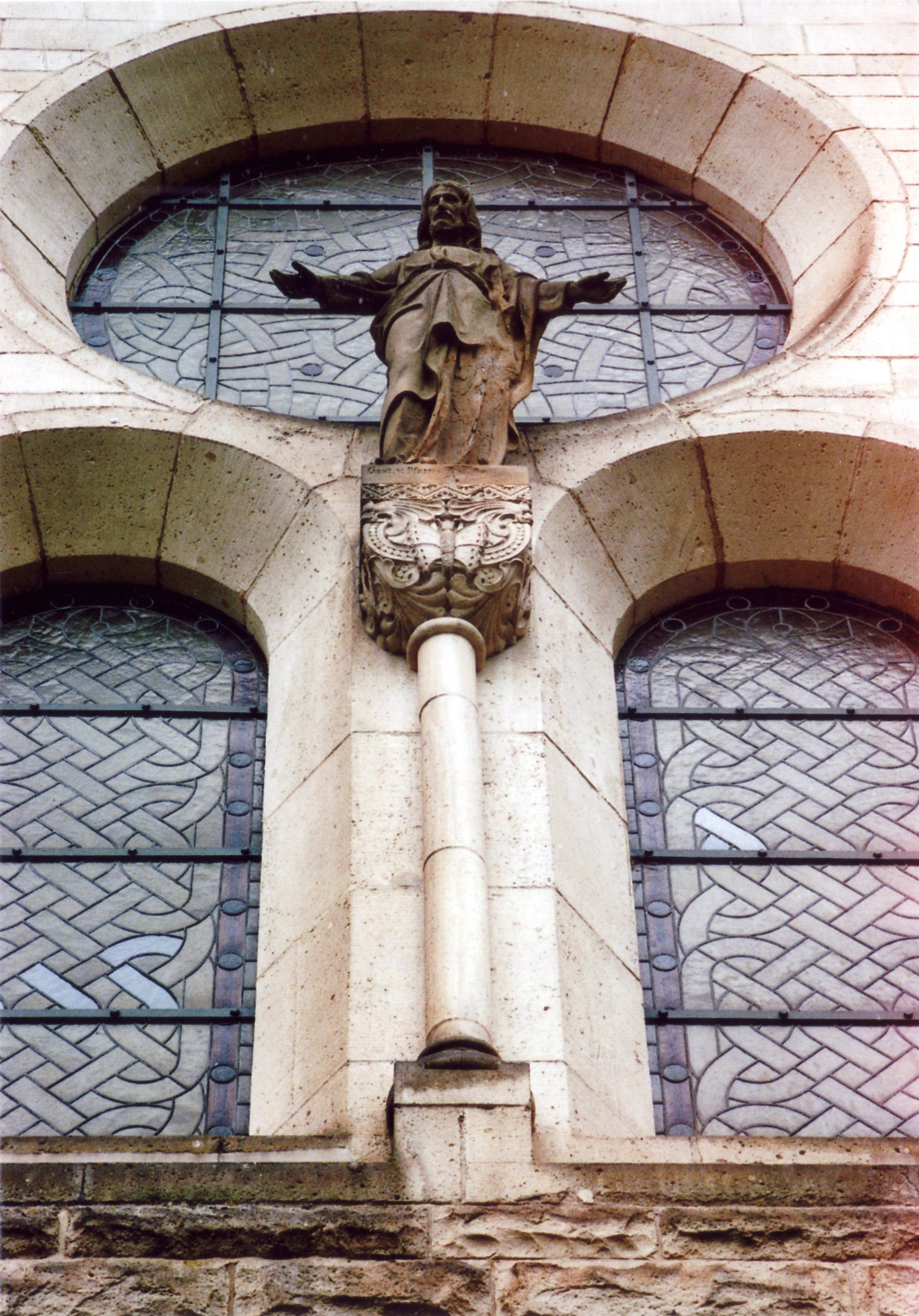
Abb. 8: Christus auf Halbsäule
Abb. 9: Südostfassade ca. 1907
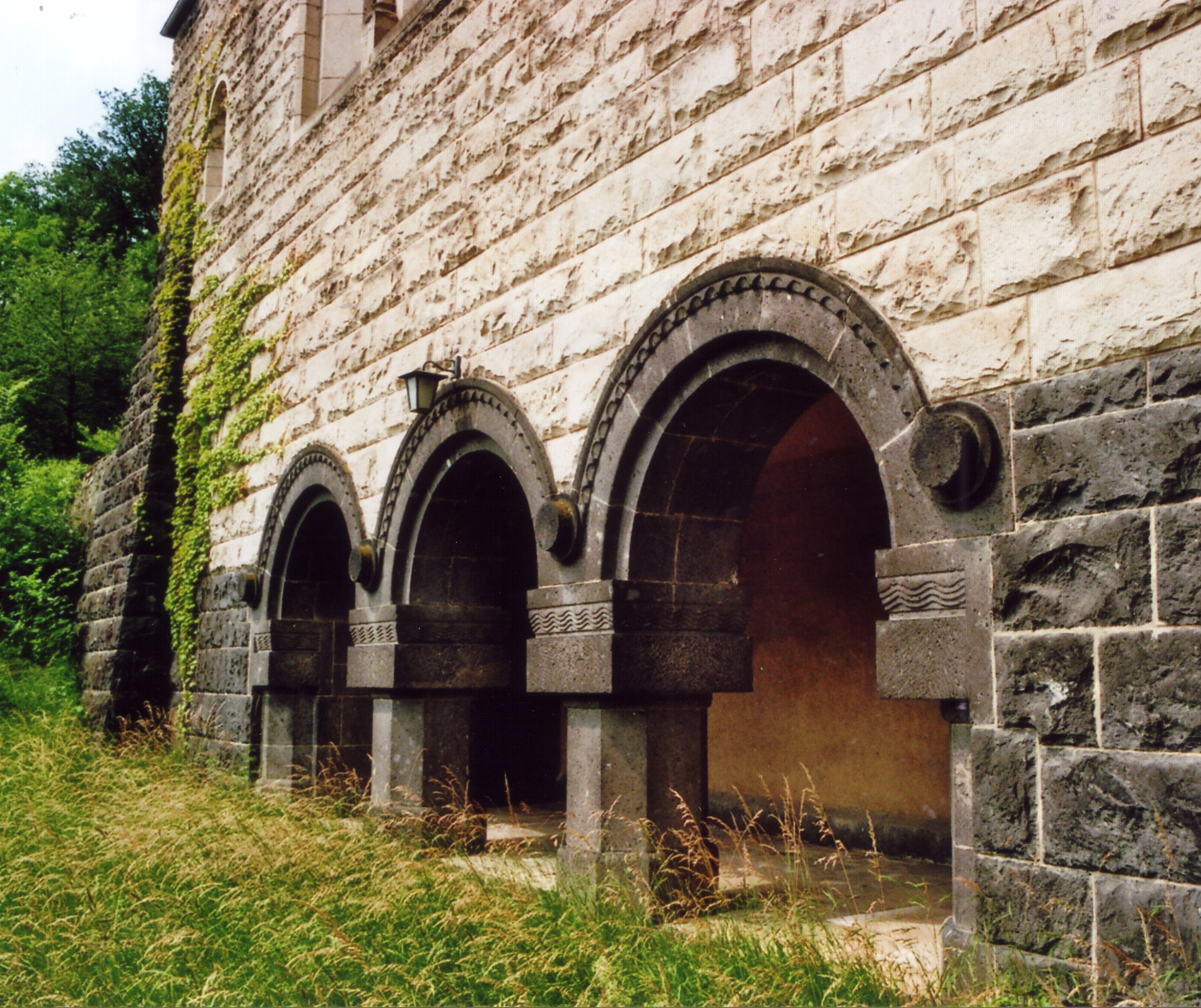
Abb. 10: Arkaden in der östlichen Hauptfront
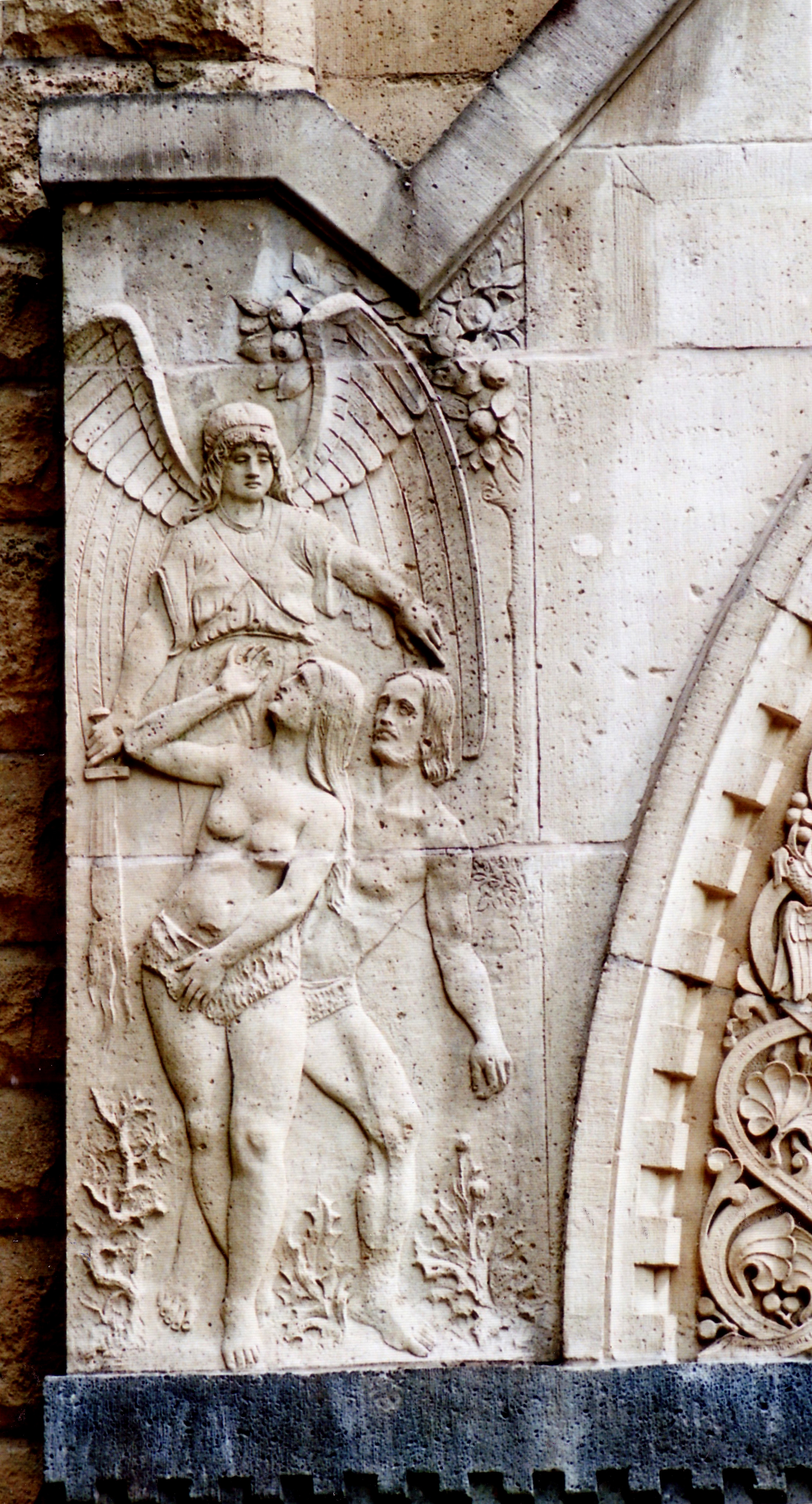
Abb. 11: „Austreibung aus dem Paradies“ am Haupteingang der Südfront
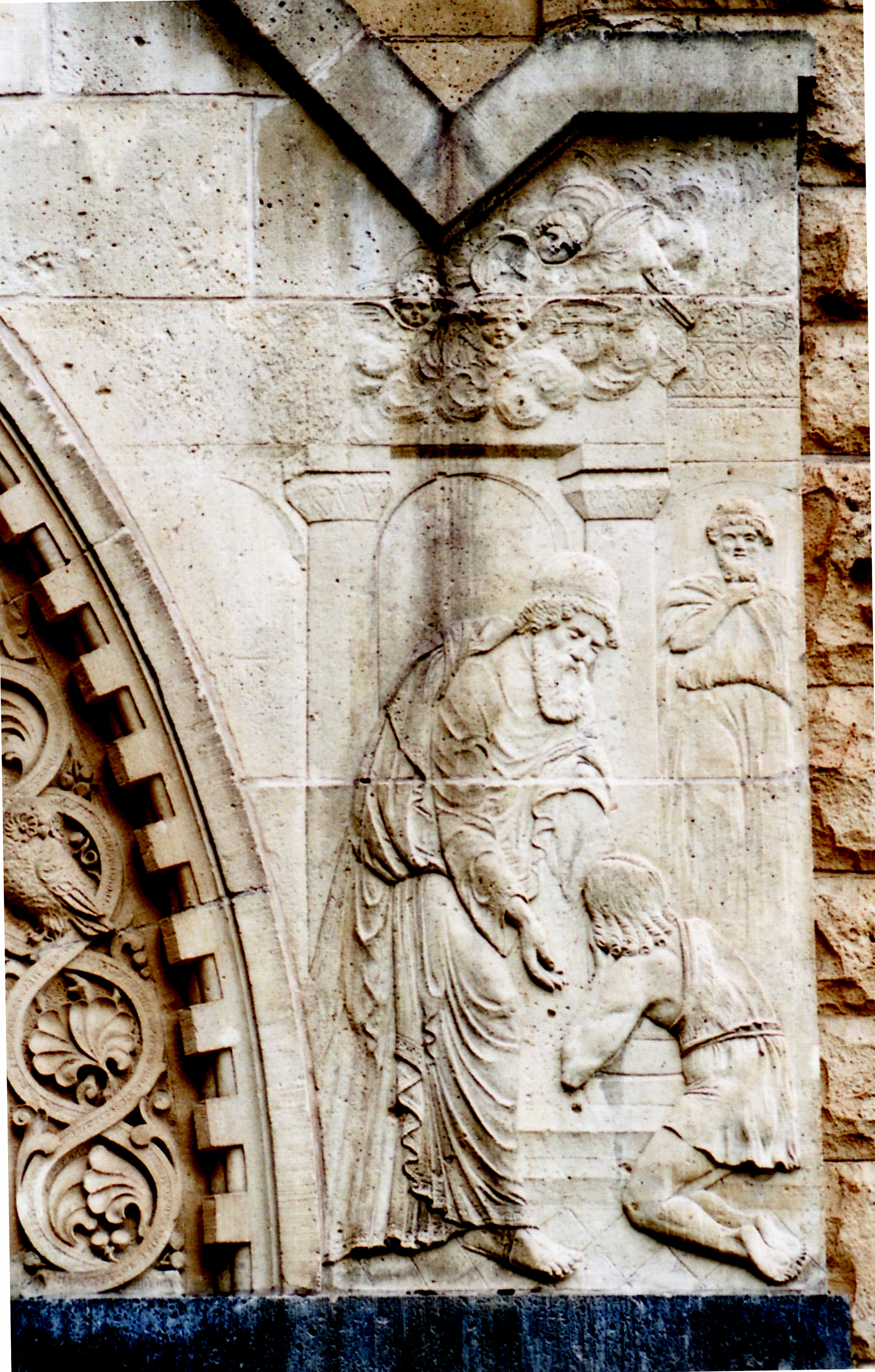
Abb. 12: „Rückkehr des verlorenen Sohns“ Am Haupteingang der Südfront
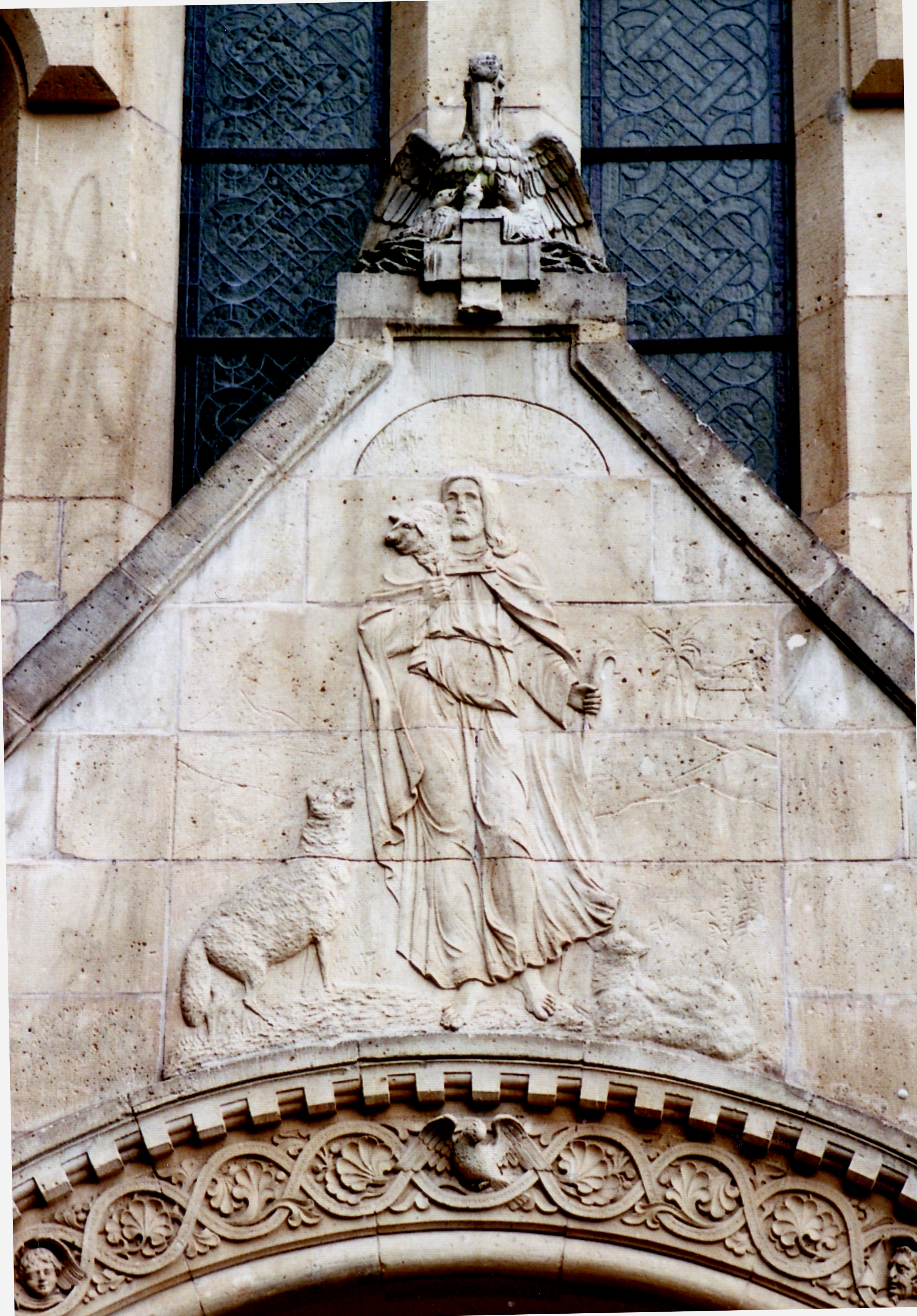
Abb. 13: „Der Gute Hirte“ Am Haupteingang der Südfront
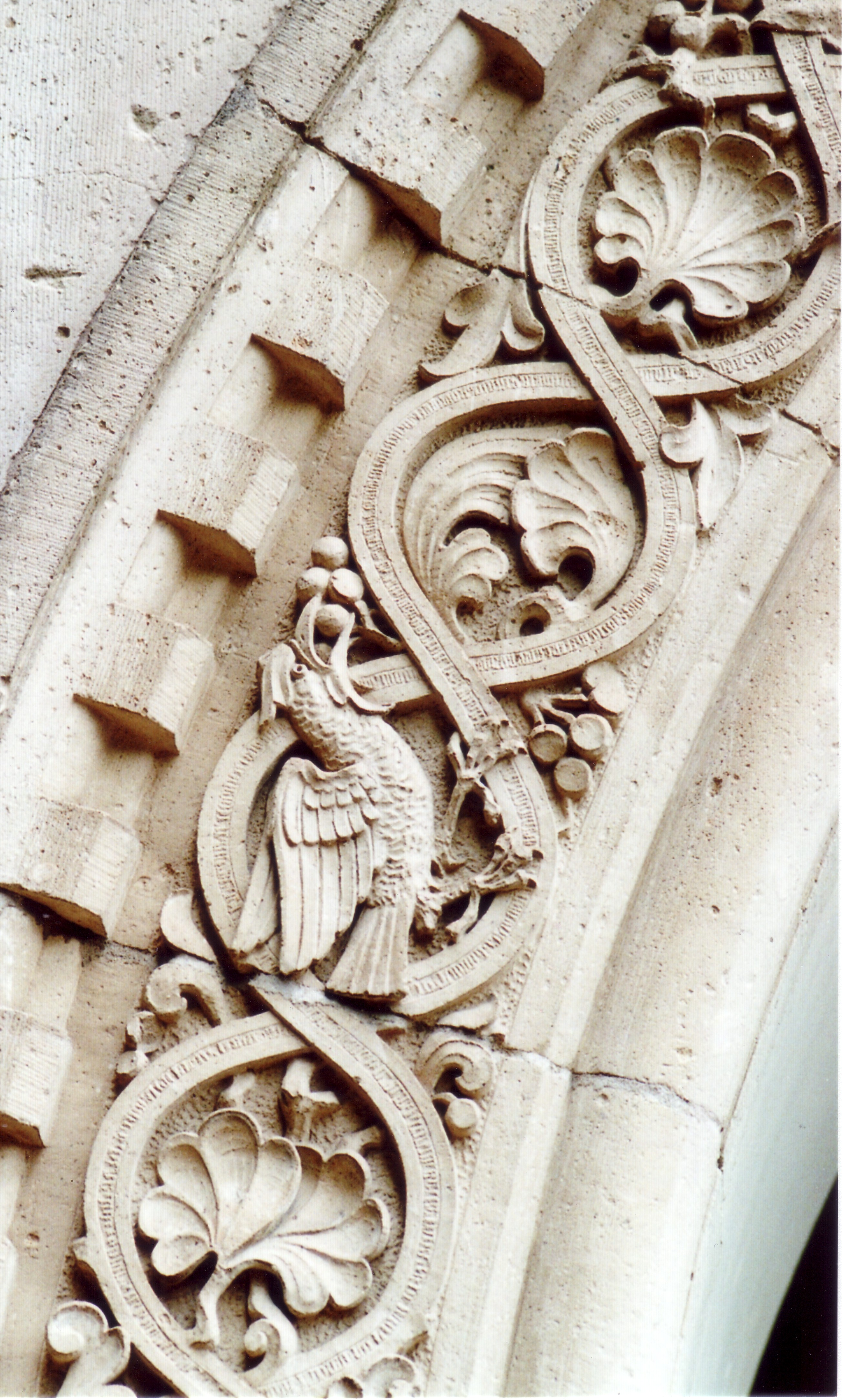
Abb. 14: Wiedehopf am Haupteingang der Südfront
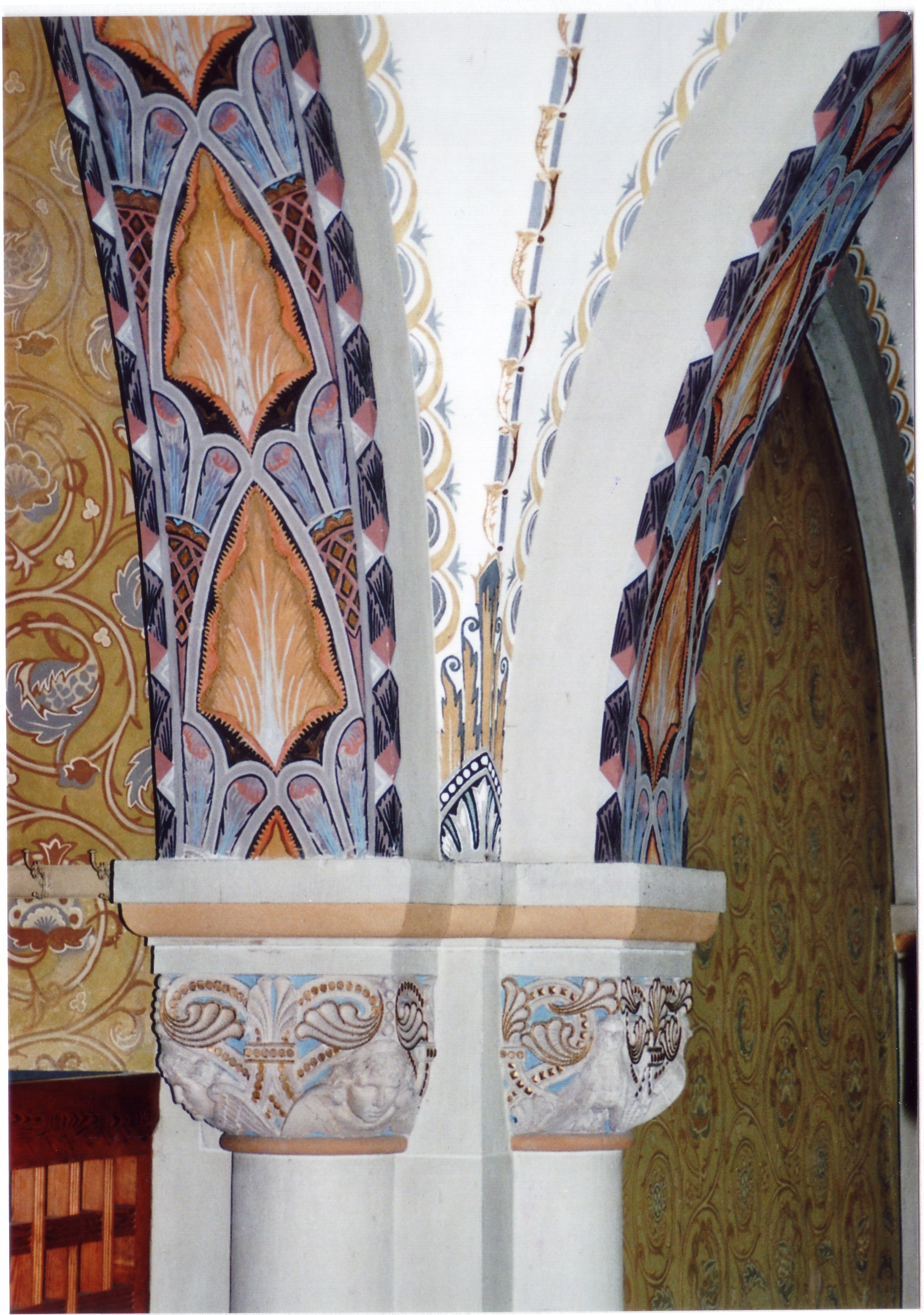
Abb. 15: Würfelkapitell der Gurtbögen an der Orgelempore
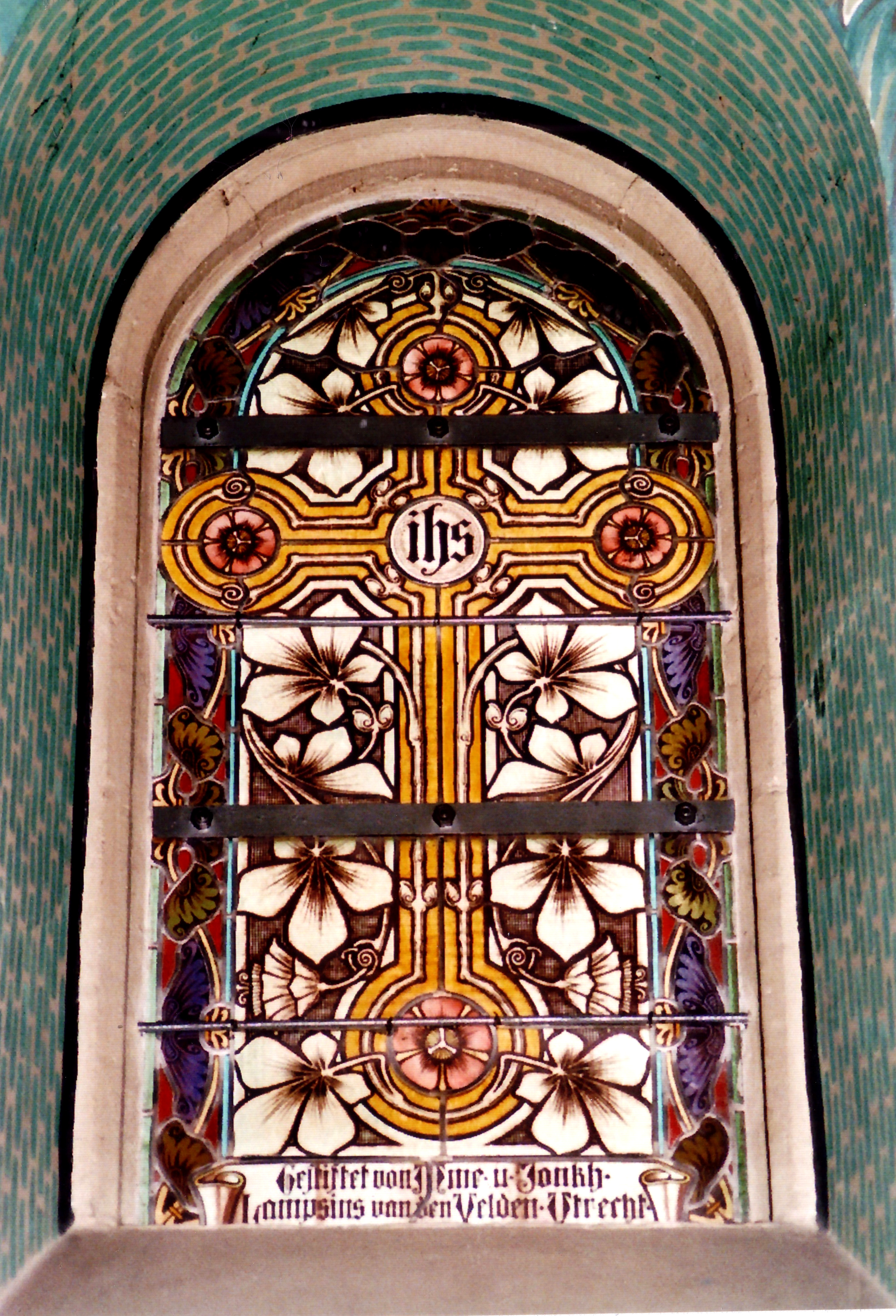
Abb. 16: gestiftetes Orgelfenster
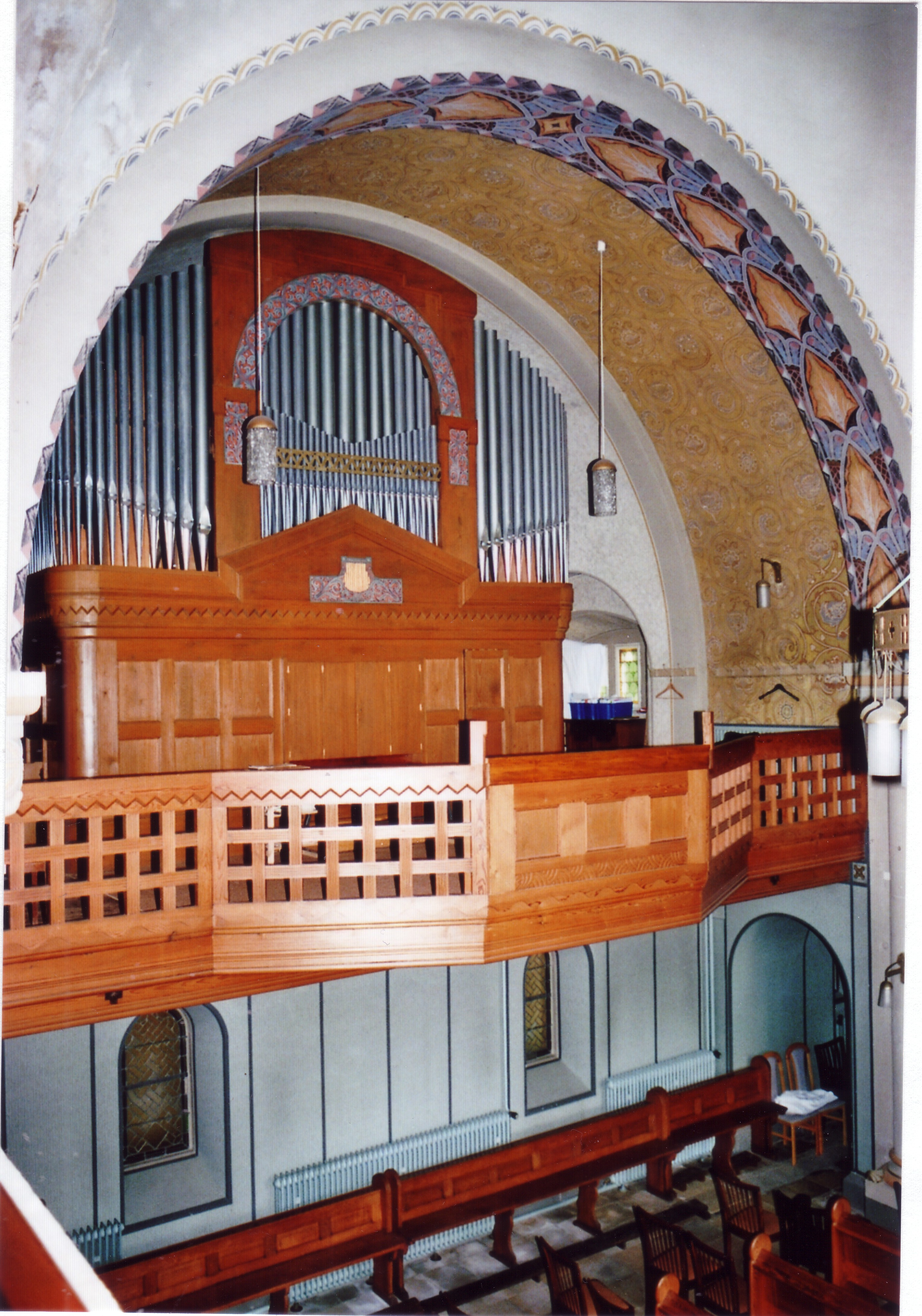
Abb. 17: Orgel-Prospekt ohne die demontierten Holzkämpfer seitlich des Prospektbogens
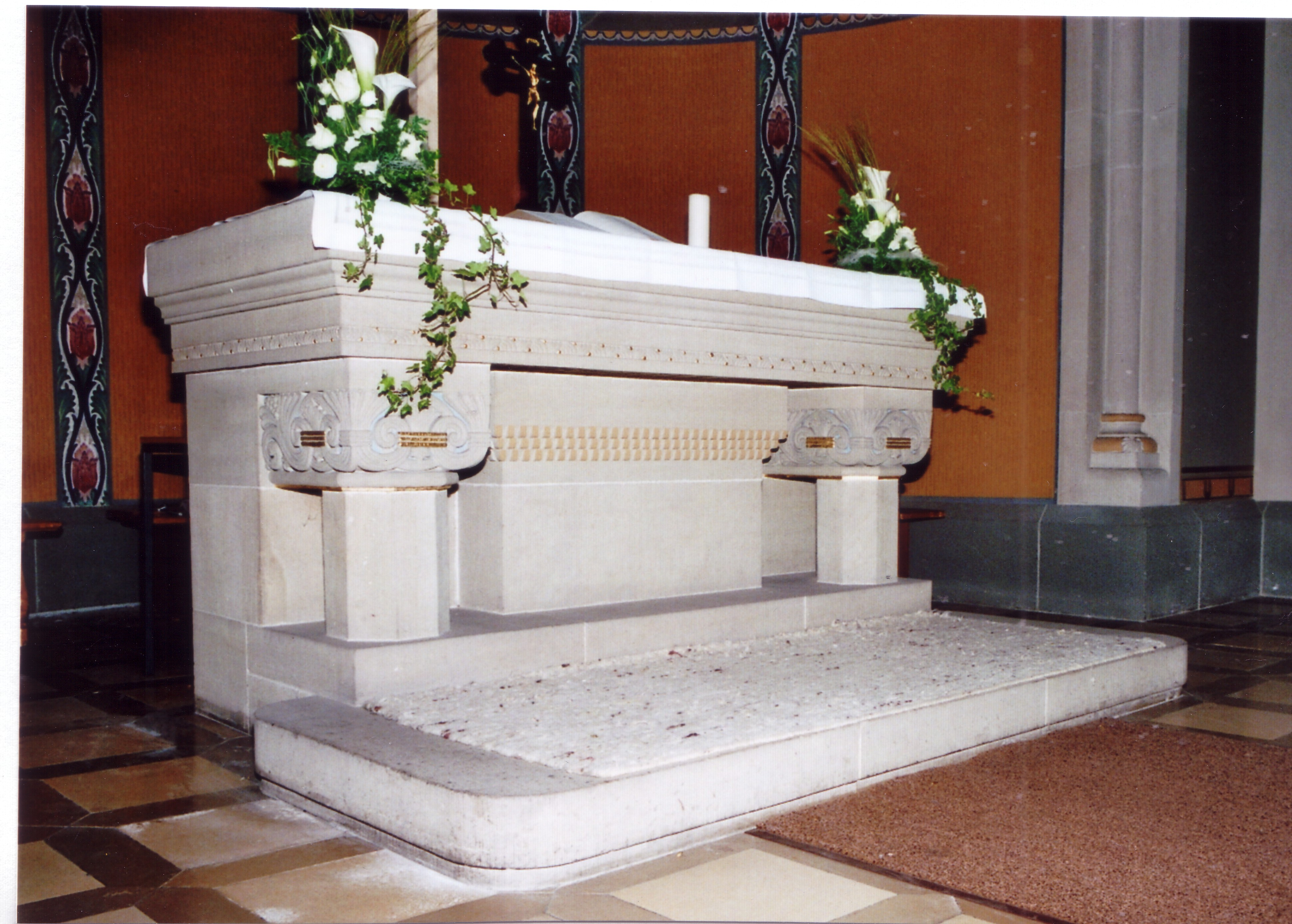
Abb. 18: Altar
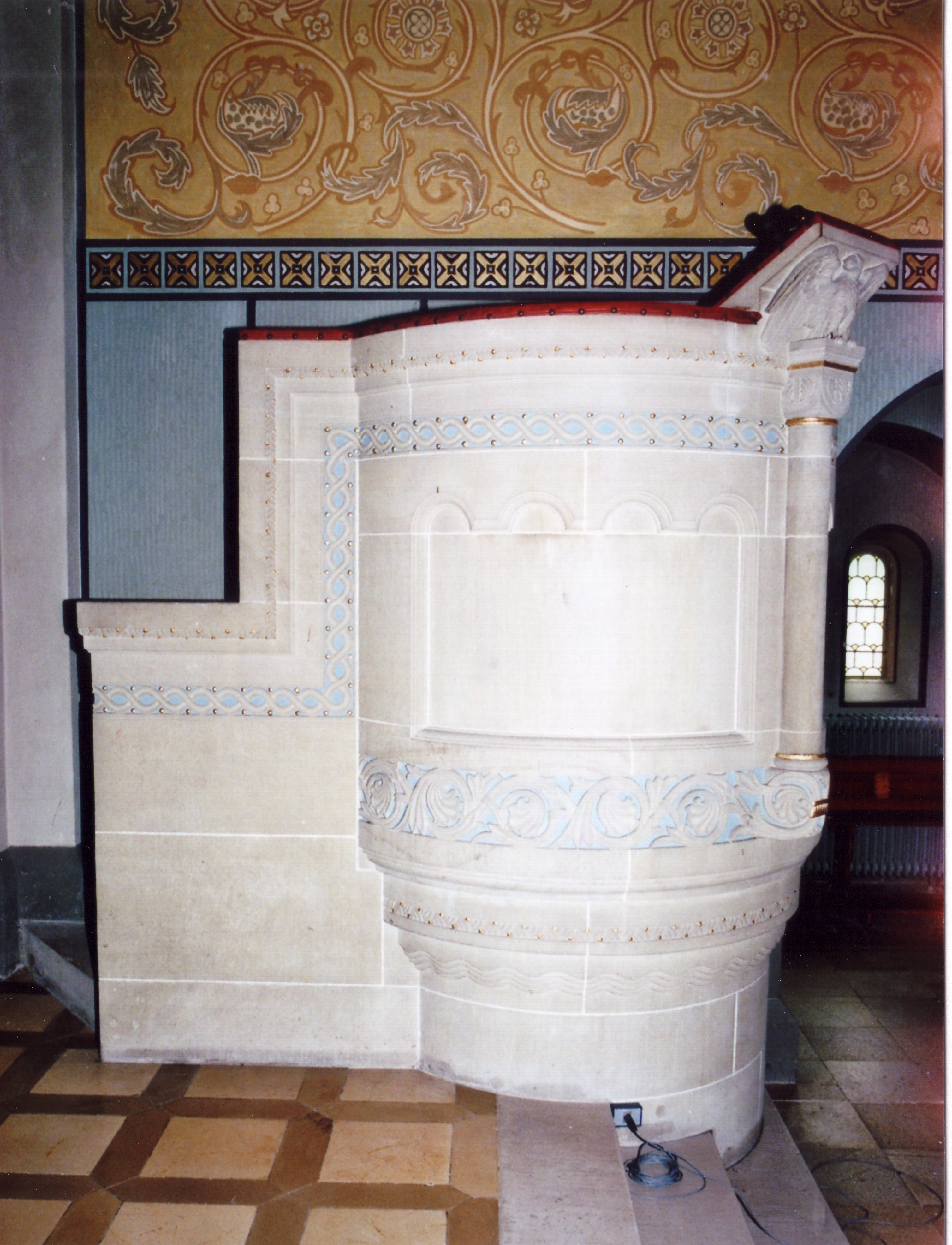
Abb. 19: Kanzel
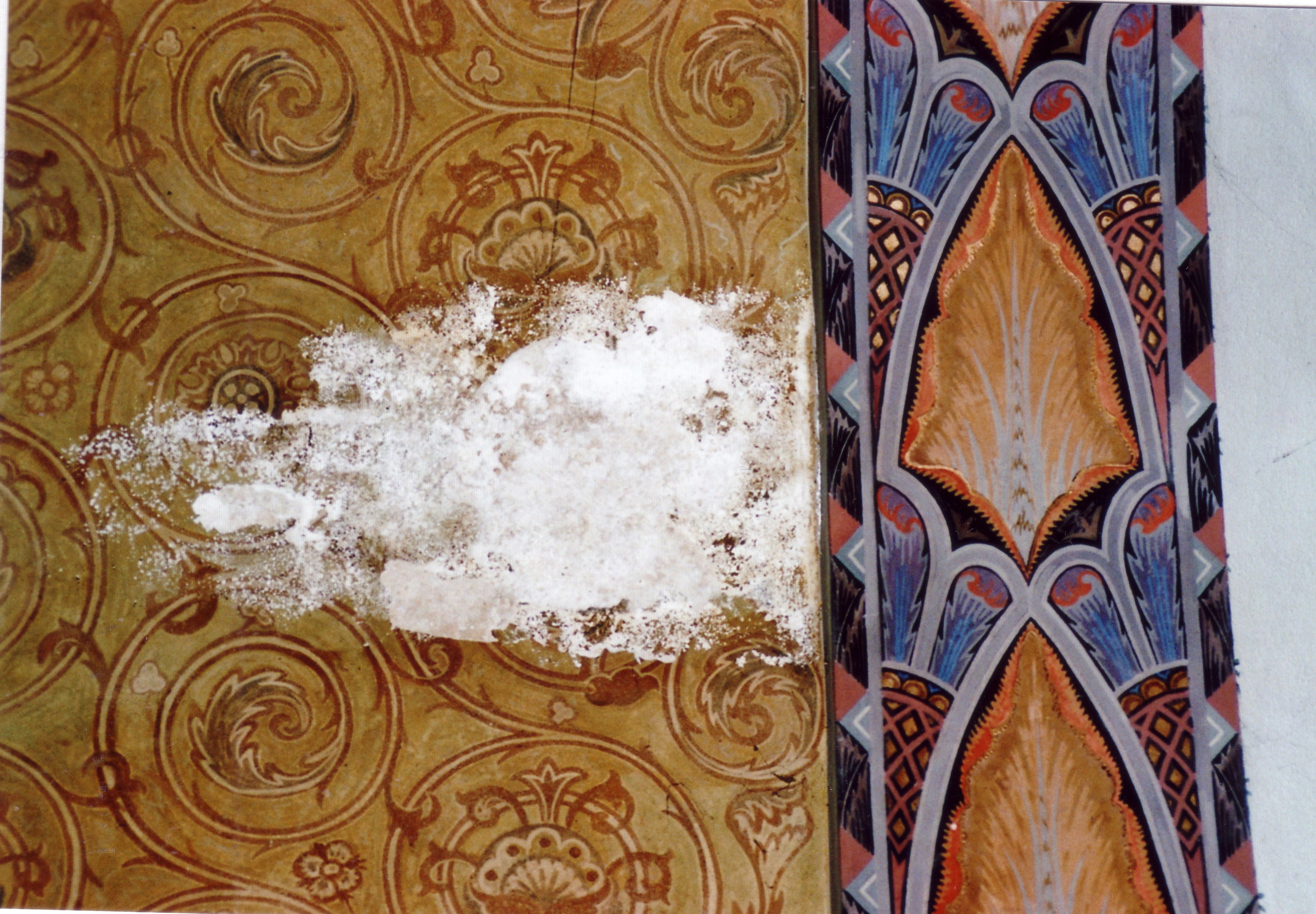
Abb. 20: Dekorgurtbogen am östlichen Querschiff (mit Wasserschaden)
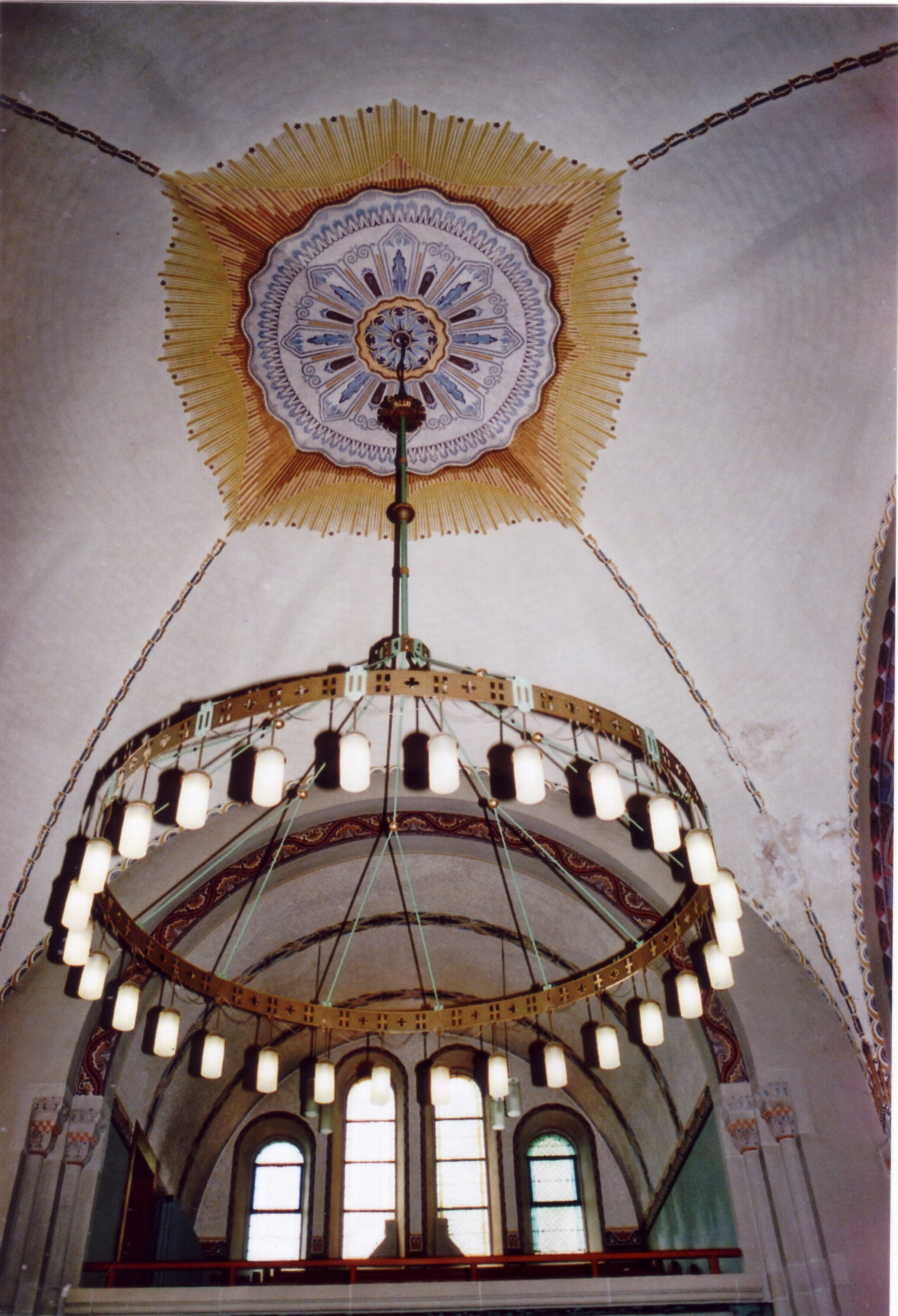
Abb. 21: Strahlenkranz mit Leuchter in der Kuppel des Mittelraums
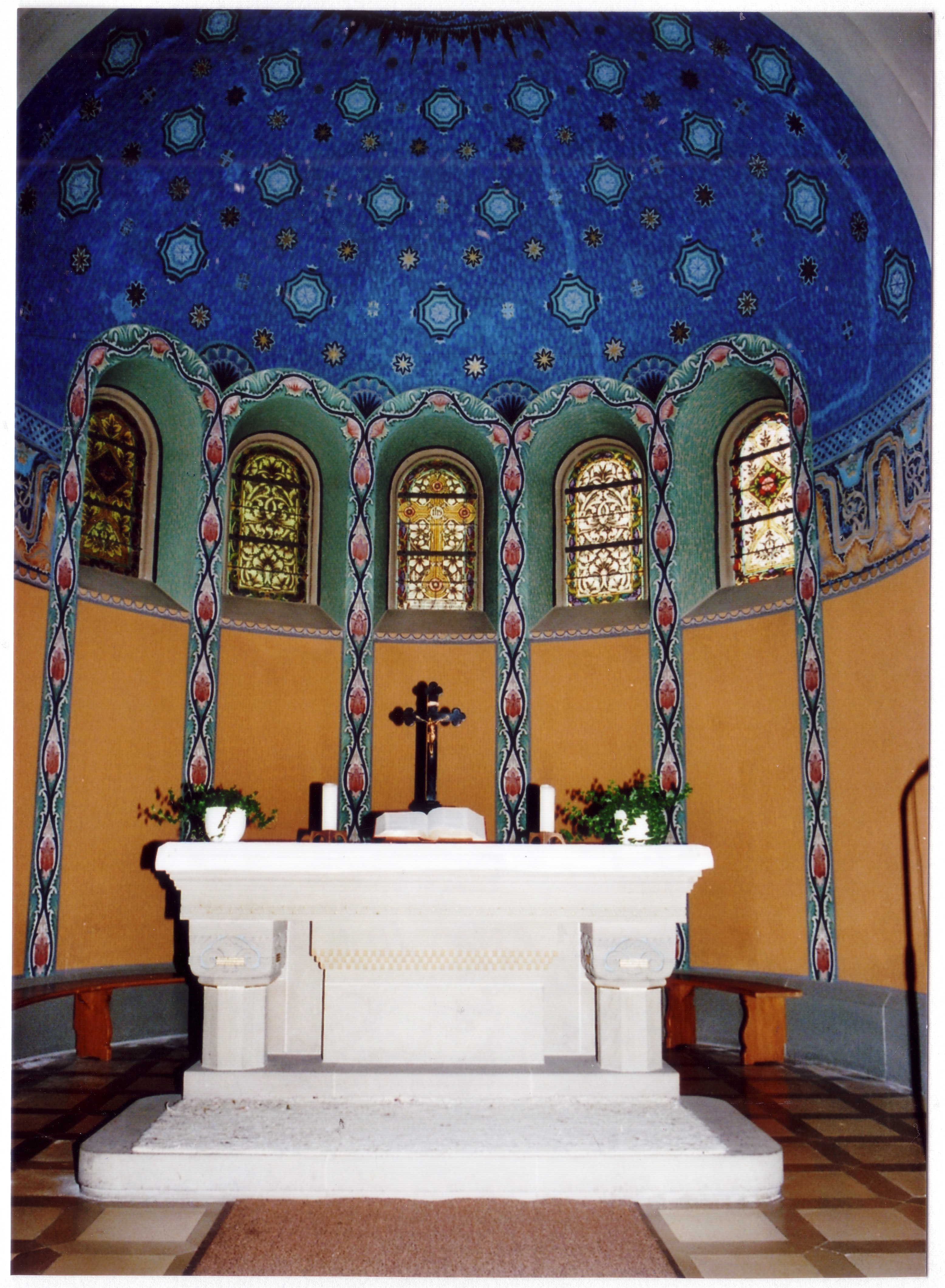
Abb. 22: Altar und Konche